# Minia Manteiga
Minia Manteiga Outeiro, nascuda a Negreira el 27 de setembre de l'any 1963, és una astrofísica gallega. El 2018 es va convertir en la primera dona professora d'Astrofísica a Galícia, i el 2020 en la primera dona a la secció de Matemàtiques, Física i Informàtica de la Real Academia Galega das Ciencias.

## Trajectòria
Fins als tretze anys va viure a Caracas, on els seus pares havien emigrat. Manteiga va començar la carrera de Física a la Universitat de Santiago de Compostel·la, on va estudiar els primers tres cursos, i després es va especialitzar en Astrofísica a la Universitat de La Laguna. Va completar la seva formació doctoral a l'Institut d'Astrofísica de les Illes Canàries, i postdoctoral a l'Istituto di Astrofísica Spaziale (Frascati-Roma, Itàlia) i a l'Institut Nacional de Tecnologia Aeroespacial (INTA, Madrid).
Entre 1994 i 1999 va impartir classes a la Facultat de Ciències de la Universitat de Vigo, i des d'aleshores és professora a l'Escola de Nàutica i Maquinària de la Universitat de la Corunya.
La seva investigació se centra en l'estudi de l'evolució estel·lar, l'astrofísica espacial i l'astronomia de Big Data. Forma part de l'equip gallec de la missió Gaia, de l'Agència Espacial Europea (ESA), en el qual participen més de 450 científics i enginyers d'altres 23 països amb l'objectiu d'elaborar un mapa 3D precís de la Via Làctia.

## Reconeixement
- El 2019 va ser guardonada amb el premi e-Woman a la trajectòria professional.[11]
- L'any 2021 va ser escollida vicepresidenta de la Societat Espanyola d'Astronomia.[12]